# Kazimierz Kuźmicki
Kazimierz Kuźmicki (ur. w 1907) – polski lekkoatleta, specjalizujący się w biegach średniodystansowych.

## Osiągnięcia
- Mistrzostwa Polski seniorów w lekkoatletyce (9 medali)[2]

- Warszawa 1928

- srebrny medal w biegu na 1500 m

- Warszawa 1932

- złoty medal w biegu na 1500 m
- srebrny medal w sztafecie 4 × 400 m
- brązowy medal w biegu na 800 m

- Bydgoszcz 1933

- srebrny medal w biegu na 800 m
- brązowy medal w biegu na 1500 m
- brązowy medal w sztafecie 4 × 400 m

- Poznań 1934

- srebrny medal w biegu na 800 m
- brązowy medal w biegu na 1500 m

- Reprezentant Polski w meczach międzynarodowych[3]

- Austria – Polska, Wiedeń 1932 (bieg na 800 m)
- Polska – Belgia, Warszawa 1933 (biegi na 800 m i 1500 m)
- Belgia – Polska, Bruksela 1935 (biegi na 800 m i 1500 m)

## Rekordy życiowe
- bieg na 800 metrów

- stadion – 1:58,60 (Warszawa 1935)